# 屈克萨克多德
屈克萨克多德（法語：Cuxac-d'Aude，法語發音：[kyksak dod] ⓘ）是法国奥德省的一个市镇，属于纳博讷区。

## 地理
屈克萨克多德（43°14'45"N, 2°59'57"E）面积21.54 平方千米，位于法国奧克西塔尼大區奥德省，该省份为法国南部沿海省份，北起塔恩省，西北接上加龙省，西接阿列日省，南至东比利牛斯省，东临地中海，东北与埃罗省接壤。
与屈克萨克多德接壤的市镇（或旧市镇、城区）包括：库尔桑、穆桑、纳博讷、乌韦扬、萨莱勒多德、蒙泰尔。
屈克萨克多德的时区为UTC+01:00、UTC+02:00（夏令时）。

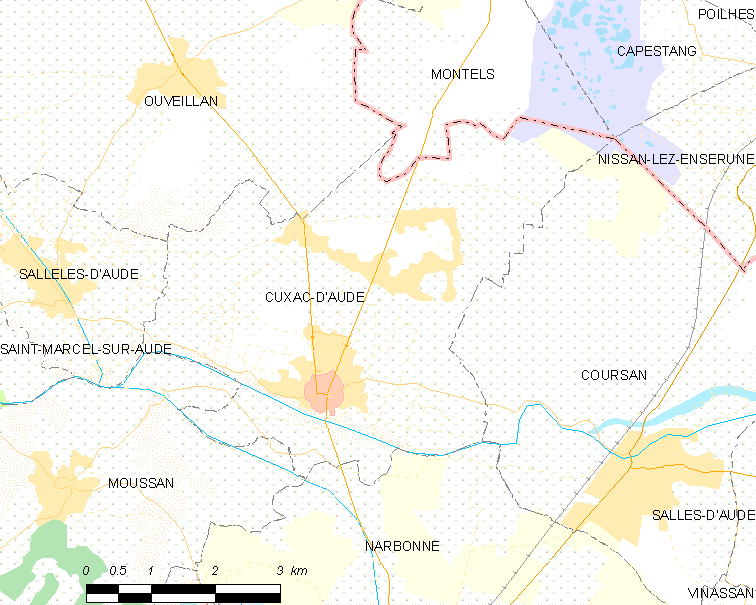
屈克萨克多德的OSM定位图

## 行政
屈克萨克多德的邮政编码为11590，INSEE市镇编码为11116。

## 政治
屈克萨克多德所属的省级选区为奥德低平原县。

## 人口

1962-2008年间屈克萨克多德人口变化图示

屈克萨克多德于2022年1月1日时的人口数量为4070人。